# Artcore
Artcore é um subgênero de música eletrônica. Surgido no Japão no começo dos anos 2000, o gênero é focado em batidas rápidas, ritmos melódicos e orquestrais, com bastante influência dos gêneros Hardcore(EDM), Drum and bass, Jungle, música clássica e Trance.

## História
Sua origem é frequentemente atribuída ao artista musical japonês Onoken, com sua canção "Felys" de seu album "Swell Trings", de 2003. Seu nome foi oficialmente cunhado após o jogo eletrônico Beatmania IIDX  ter o utilizado para descrever o gênero da musica "Narcissus at Oasis" do artista Ryu☆, por conta disso o gênero começou a se tornar popular em grupos e Dōjin e de Jogos de ritmo no mundo todo, apesar de ser produzido principalmente no Japão.

## Características
As músicas de Artcore são tipicamente instrumentais, sendo comum a utilização de instrumentos de música clássica como violino ou piano em sua faixa melódica, junto de batidas de Drum and bass e Jungle, tendo como objetivo causar uma atmosfera emocional e motivadora. Apesar do gênero ser pouco conhecido pelo grupo mainstream, sua ascensão em jogos de ritmo fez muitos artistas começarem a se popularizar trazendo mais variedades ao gênero como a adição do canto em certas músicas. Por muitas vezes ser considerado "música experimental" o Artcore nem sempre é atribuído a um gênero oficialmente definido.